# Carex kurtziana
Carex kurtziana är en halvgräsart som beskrevs av Georg Kükenthal. Carex kurtziana ingår i släktet starrar, och familjen halvgräs. Inga underarter finns listade i Catalogue of Life.